# Pool Paradise
Pool Paradise est un jeu vidéo de sport (billard) développé par Awesome Developments et édité par Ignition Entertainment, sorti en 2004 sur GameCube, PlayStation 2 et Windows.